# قائمة رؤساء مجلس النواب البحريني
رئيس مجلس النواب البحريني هو أحد رؤساء السلطة التشريعية في البحرين ويتولى رئيس مجلس النواب رئاسة جلسات المجلس وتمثيل المجلس في أتصاله مع الهيئات الأخرى والأشراف على جميع أعمال المجلس وأيضاً الأشراف على الأمانة العامة للمجلس وكما يترأس رئيس مجلس النواب جلسات المجلس الوطني في حل أنعقاده ، الرئيس الحالي لمجلس النواب هو أحمد سلمان المسلم منذ 12 ديسمبر 2022
قائمة رؤساء مجلس النواب البحريني
|   | الاسم          | بداية الفترة   | نهاية الفترة   | الفصل التشريعي                       |
| - | -------------- | -------------- | -------------- | ------------------------------------ |
| 1 | خليفة الظهراني | 14 ديسمبر 2002 | 14 ديسمبر 2014 | الفصل التشريعي الأول والثاني والثالث |
| 2 | أحمد الملا     | 14 ديسمبر 2014 | 12 ديسمبر 2018 | الفصل التشريعي الرابع                |
| 3 | فوزية زينل     | 12 ديسمبر 2018 | 12 ديسمبر 2022 | الفصل التشريعي الخامس                |
| 4 | أحمد المسلم    | 12 ديسمبر 2022 | حتى الأن       | الفصل التشريعي السادس                |